# マカオ航空

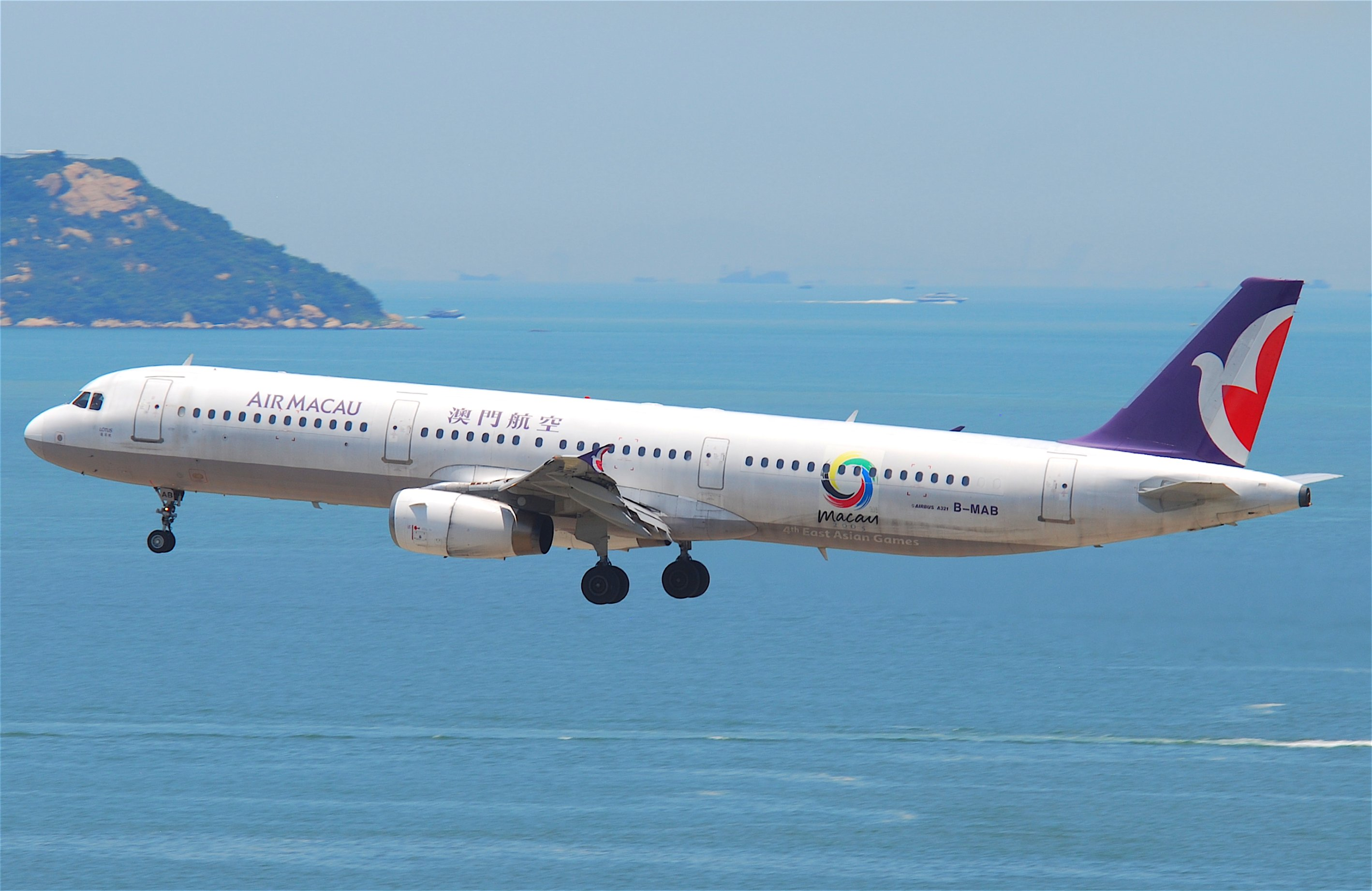
エアバスA321-100

マカオ航空（マカオこうくう）は、マカオの航空会社である。エア・マカオとも呼ばれる。中国国際航空の子会社である。

## 歴史
- 中航興業、TAPポルトガル航空、マカオ総督府などが出資し、1994年9月13日に設立された。
- 1995年のマカオ国際空港開港に合わせて、開港後の1995年11月9日から運航を開始した。当初はマカオ-北京、上海間で運航した。
- 2002年10月7日、台北-マカオ-深圳間で、貨物便の運航を開始した。
- 2010年、TAPポルトガル航空が、株式を中国国際航空に売却した。

## 日本との関係

### 日本への運航路線
| 便名      | 路線   | 路線      | 機材                          | コード シェア |
| --------- | ------ | --------- | ----------------------------- | ------------- |
| NX861/862 | マカオ | 東京/成田 | - エアバスA320 - エアバスA321 | NH            |
| NX855/856 | マカオ | 大阪/関西 | - エアバスA320 - エアバスA321 | NH            |

コードシェア
- NH-全日本空輸

### 日本との歴史
- 2007年7月26日、大阪/関西-マカオ線開設[1]。それに合わせて、日本人客室乗務員の採用も開始[2]。
- 2010年3月の成田空港の発着枠拡大に伴い、2010年3月28日、東京/成田-マカオ線就航[3]。
- 2010年7月1日、全日本空輸が運航する関西国際空港発着の日本国内線に、自社便名を付与するコードシェア提携を開始、同時に自社便も全日本空輸便名が付与されるコードシェア便となった。同時に、全日本空輸とお互いの便を利用時に自社のマイルを積算できるようになった[4][5]。
- 2011年3月から夏にかけて、東日本大震災の影響により成田線の全便と関西線の一部を一時的に運休。
- 2016年3月28日に、福岡-マカオ線に就航した[6]。
- 2019年7月1日、成田-マカオ線を、毎日1便運航から毎日2便運航に増便。
- 2020年、新型コロナウイルスのため、運休。
- 2022年10月13日より、東京/成田-マカオ線の運航を再開[7]。
- 2023年3月20日より、大阪/関西-マカオ線の運航を再開[8]。
- 2024年1月30日から、成田・大阪/関西-マカオ線をそれぞれ増便し、デイリー運航とした。
- 運休中の福岡-マカオ線を2024年7月12日に再開する予定だったが[9]、運航再開を取り止めた[10]。

### 事故・トラブル
- 2019年7月17日、成田発マカオ行きのエアバスA320neoが、エンジン1基を停止した状態で、成田空港に引き返し、緊急着陸した[11][12]。

## 保有機材

### 退役済機材
- エアバスA300/A300-600R (貨物機)
- エアバスA319
- ボーイング727(貨物機)
- ボーイング757-200

## 就航都市
アジア圏内のみに就航しており、長距離路線には就航していない。
| マカオ航空 就航都市（2019年現在） | マカオ航空 就航都市（2019年現在） | マカオ航空 就航都市（2019年現在） | マカオ航空 就航都市（2019年現在） | マカオ航空 就航都市（2019年現在） |
| --------------------------------- | --------------------------------- | --------------------------------- | --------------------------------- | --------------------------------- |
| 国/地域                           | 都市                              | 空港                              | 備考                              |                                   |
| 東アジア                          |                                   |                                   |                                   |                                   |
| マカオ                            | マカオ                            | マカオ国際空港                    | メインハブ                        |                                   |
| 中華人民共和国                    | 北京                              | 北京首都国際空港                  |                                   |                                   |
| 中華人民共和国                    | 北京                              | 北京大興国際空港                  |                                   |                                   |
| 中華人民共和国                    | 上海                              | 上海虹橋国際空港                  |                                   |                                   |
| 中華人民共和国                    | 上海                              | 上海浦東国際空港                  |                                   |                                   |
| 中華人民共和国                    | 天津                              | 天津浜海国際空港                  |                                   |                                   |
| 中華人民共和国                    | 重慶                              | 重慶江北国際空港                  |                                   |                                   |
| 中華人民共和国                    | 成都                              | 成都双流国際空港                  |                                   |                                   |
| 中華人民共和国                    | 瀋陽                              | 瀋陽桃仙国際空港                  |                                   |                                   |
| 中華人民共和国                    | 杭州                              | 杭州蕭山国際空港                  |                                   |                                   |
| 中華人民共和国                    | 合肥                              | 合肥駱崗国際空港                  |                                   |                                   |
| 中華人民共和国                    | 寧波                              | 寧波櫟社国際空港                  |                                   |                                   |
| 中華人民共和国                    | 太原                              | 太原武宿国際空港                  |                                   |                                   |
| 中華人民共和国                    | 南京                              | 南京禄口国際空港                  |                                   |                                   |
| 中華人民共和国                    | 南寧                              | 南寧呉圩国際空港                  |                                   |                                   |
| 中華人民共和国                    | 廈門                              | 廈門高崎国際空港                  |                                   |                                   |
| 中華人民共和国                    | 鄭州                              | 鄭州新鄭国際空港                  | [ 18 ]                            |                                   |
| 中華人民共和国                    | 貴陽                              | 貴陽龍洞堡国際空港                | [ 19 ]                            |                                   |
| 中華民国                          | 台北                              | 台湾桃園国際空港                  |                                   |                                   |
| 中華民国                          | 高雄                              | 高雄国際空港                      |                                   |                                   |
| 日本                              | 東京                              | 成田国際空港                      |                                   |                                   |
| 日本                              | 大阪                              | 関西国際空港                      |                                   |                                   |
| 日本                              | 福岡                              | 福岡空港                          | 運休                              |                                   |
| 韓国                              | ソウル                            | 仁川国際空港                      |                                   |                                   |
| 東南アジア                        |                                   |                                   |                                   |                                   |
| タイ                              | バンコク                          | スワンナプーム国際空港            |                                   |                                   |
| ベトナム                          | ハノイ                            | ノイバイ国際空港                  |                                   |                                   |
| ベトナム                          | ダナン                            | ダナン国際空港                    |                                   |                                   |
| 休・廃止路線                      |                                   |                                   |                                   |                                   |

## 提携航空会社

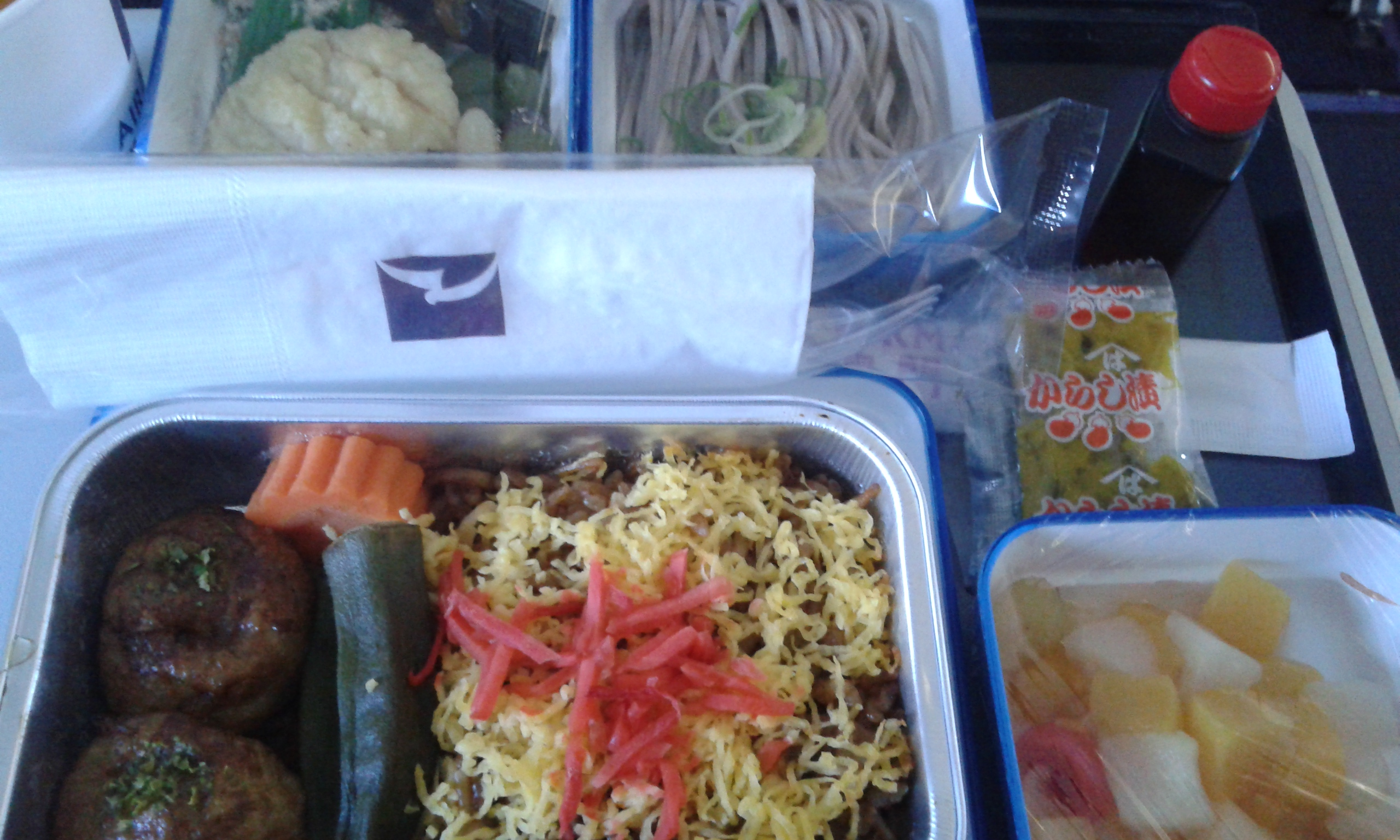
機内食

### コードシェア便提携先航空会社
- 中国国際航空（スターアライアンス）
- 全日本空輸（スターアライアンス）
- アシアナ航空（スターアライアンス）
- タイ国際航空（スターアライアンス）
- フィリピン航空

### マイレージサービス提携航空会社
- 全日本空輸（ANAマイレージクラブ）
- 中国国際航空（鳳凰知音）